# プリンセス横浜
プリンセス横浜（プリンセスよこはま）は、神奈川県に住む女性を対象としたミスコンテスト。

## 概要
プリンセスの神奈川版である。プリンセス全国展開の一環として2012年より開催された。

## 表彰項目
- グランプリ
- 準グランプリ
- 特別賞
- PV賞
- スポンサー賞

## 過去出場者
- 橘川真波（2013年グランプリ、Facebook賞）
- 原茉里佳（2013年準グランプリ）
- ふじえ かほ（2013年PV賞）
- 谷口侑衣（2012年グランプリ、PV賞）
- 九島奈津紀（2012年準グランプリ）
- 白鳥加菜（2012年特別賞）